# Francis White (Politiker)
Francis White (* vor 1794 bei Winchester, Virginia; † November 1826 im Hampshire County, Virginia) war ein US-amerikanischer Politiker. Zwischen 1813 und 1815 vertrat er den Bundesstaat Virginia im US-Repräsentantenhaus.

## Werdegang
Francis White besuchte die öffentlichen Schulen seiner Heimat und betätigte sich danach in der Landwirtschaft. Außerdem schlug er als Mitglied der Föderalistischen Partei eine politische Laufbahn ein. Im Jahr 1794 sowie von 1809 bis 1813 gehörte er dem Abgeordnetenhaus von Virginia an. Bei den Kongresswahlen des Jahres 1812 wurde er im zweiten Wahlbezirk seines Staates in das US-Repräsentantenhaus in Washington, D.C. gewählt, wo er am 4. März 1813 die Nachfolge von John Baker antrat. Bis zum 3. März 1815 konnte er eine Legislaturperiode im Kongress absolvieren. Diese war von den Ereignissen des Britisch-Amerikanischen Krieges geprägt.
1818 saß White noch einmal im Abgeordnetenhaus von Virginia. In den Jahren 1823 und 1824 war er Mitglied des Staatssenats. Seit dem 9. Dezember 1823 fungierte er als Sheriff im Hampshire County. Er starb im November 1826 auf dem Capon River.